# ATP Challenger Wuhan
Das ATP Challenger Wuhan (offizieller Name: ATP Challenger China International Wuhan) war ein Tennisturnier in Wuhan. Es war Teil der ATP Challenger Tour und wurde im Freien auf Hartplatz ausgetragen. Das Turnier fand nur im Jahr 2012 in Wuhan statt. Im Jahr zuvor wurde es noch Wuhai ausgetragen, ehe es in die rund 1.700 km entfernte Unterprovinzstadt verlegt wurde.

## Liste der Sieger

### Einzel
| Austragungsort | Jahr | Sieger       | Finalgegner     | Ergebnis      |
| -------------- | ---- | ------------ | --------------- | ------------- |
| Wuhan          | 2012 | Aljaž Bedene | Josselin Ouanna | 6:3, 4:6, 6:3 |
| Wuhai          | 2011 | Gō Soeda     | Raven Klaasen   | 7:5, 6:4      |

### Doppel
| Austragungsort | Jahr | Sieger                                | Finalgegner           | Ergebnis         |
| -------------- | ---- | ------------------------------------- | --------------------- | ---------------- |
| Wuhan          | 2012 | Sanchai Ratiwatana Sonchat Ratiwatana | Adam Feeney Sam Groth | 6:4, 2:6, [10:8] |
| Wuhai          | 2011 | Lee Hsin-han Yang Tsung-hua           | Feng He Zhang Ze      | 6:2, 7:64        |